# Мі (Во)
Мі (фр. Mies) — громада  в Швейцарії в кантоні Во, округ Ньйон.

## Географія
Громада розташована на відстані близько 125 км на південний захід від Берна, 45 км на південний захід від Лозанни.
Мі має площу 3,5 км², з яких на 34,2% дозволяється будівництво (житлове та будівництво доріг), 33% використовуються в сільськогосподарських цілях, 31,9% зайнято лісами, 0,9% не є продуктивними (річки, льодовики або гори).

## Демографія
2019 року в громаді мешкало 2118 осіб (+15,7% порівняно з 2010 роком), іноземців було 38,8%. Густота населення становила 614 осіб/км².
За віковим діапазоном населення розподілялося таким чином: 28,8% — особи молодші 20 років, 56,7% — особи у віці 20—64 років, 14,5% — особи у віці 65 років та старші. Було 710 помешкань (у середньому 2,9 особи в помешканні).
Із загальної кількості 849 працюючих 7 було зайнятих в первинному секторі, 38 — в обробній промисловості, 804 — в галузі послуг.